# Bácskertes
Bácskertes (vagy Kupuszina, szerbül Купусина / Kupusina) falu Szerbiában, a Vajdaságban, a Nyugat-bácskai körzetben, Apatin községben.

## Fekvése
Zombor és Apatin közt, a Duna bal partja és a horvát határ közelében fekszik.

## Nevének eredete
Magyar nevét kertészkedő lakosságáról kapta. A szerb kupus káposztát jelent. Eredeti nevét (Kupuszina) a betelepített szlovák, palóc lakosság adta. A későbbi magyar telepítések után nevezték át magyarra (Bácskertesre) a falut.

## Története
A középkorban Hetes nevű falu állt a helyén, melyet a török pusztított el. 1751-ben Heves és Nyitra vármegyékből, valamint a kalocsai érsekség területéről katolikus magyarokkal és szlovákokkal telepítették újra. Első temploma 1754-ben épült. A mai templom 1808-1813. között épült Szent Anna tiszteletére. 1890. október 2-án a faluban tűzvész pusztított. Az eredetileg betelepült 150 családból a falu lélekszáma úgy megszaporodott, hogy a 20. század elejére megközelítette a 3500 főt. A nagy lélekszámot a falu már nem tudta eltartani, ezért nagy számú lakosság rajzott ki a Duna árterületeire. 1910-ben 3205 lakosából 3179 magyar volt. A trianoni békeszerződésig Bács-Bodrog vármegye Apatini járásához tartozott. 1995-ben horvátországi szerb menekültek érkeztek a faluba.

## Néprajza
Népi hagyományait máig őrzi a település: a sokszoknyás, eredeti palóc színvilágú, de a bácskai németek viseletének hatását is magán hordozó, a magyar nyelvterületen egyedi népviselet még a mindennapok tartozéka. A színes és sok régi népszokást őrző lakodalmak különösen fontos családi ünnepeket jelentenek; jellegzetes a falu máig megőrzött szinte középkori palóc nyelvjárása, s a megőrzött sok alföldi népdal, népballada, vallásos népének, népi imádság is. Legnagyobb ünnep a nyár közepén megtartott Szent Anna búcsú. Szakrális szabadtéri emlékekben a leggazdagabb bácskai település. A község életének tárgyi emlékei a falumúzeumban láthatók. A tánchagyományokat a ma is élő tánccsoportok ápolják. A felnőtt „Bokréta”-népi tánccsoport mellett gyerek-tánccsoport is van. Silling István tanítványai segítségével 1980 nyarán kezdte el gyűjtőmunkáját, s több évig gyűjtötte a községben a balladákat, a balladás dalokat, a ráolvasásokat, és egyéb néprajzi emlékeket. Foglalkozott a település lakói beszédének sajátosságaival. Kutatásainak eredményei több kötetben jelentek meg.

## Népesség

### Demográfiai változások
| 1948 | 1953 | 1961 | 1971 | 1981 | 1991 | 2002 | 2011 |
| ---- | ---- | ---- | ---- | ---- | ---- | ---- | ---- |
| 3200 | 3146 | 3133 | 3063 | 2694 | 2500 | 2356 | 1952 |

## Híres személyek
- Itt született 1810-ben Nagy Fortunatus Szent Ferenc-rendi kapisztrán szerzetes.
- Itt született 1817-ben Balogh György kanonok, plébános.
- Itt született 1985-ben Fridrik Noémi magyar színésznő.
- Itt tanult Antalovics Péter (1993) költő, újságíró, publicista.

## Látnivalók
- Szent Anna római katolikus templom
- Petőfi Sándor-mellszobor
- Ismeretlen eredetű romok láthatók a falu határában
- Turul-szobor a templom udvarán